# IPhone 6s Plus
iPhone 6s Plus（アイフォーン シックスエス プラス）は、Appleが開発・販売するiPhoneの第9世代目のモデルである。
2018年9月13日にiPhone XS、XS Max、XRの発表とともにApple Storeでの全てのモデルの販売を終了した。

## 概要
2015年9月9日（現地時間）、アメリカ・カリフォルニア州サンフランシスコのBill Graham Civic Auditoriumで開催された「Special Event September 2015」でiPhone 6s・iPad Pro・iPad mini 4・Apple TVと共に発表された。
2015年9月12日、日本では午後4時01分から予約開始。日本国内ではNTTドコモとKDDI・沖縄セルラー電話連合（以下au）、ソフトバンク（以下Softbank）から販売されるほか、Apple StoreではSIMフリー版が販売される。
2015年9月25日、ニュージーランド、オーストラリア、日本、中国、香港、シンガポール、ドイツ、フランス、イギリス、カナダ、アメリカ合衆国、プエルトリコ（時差順）で先行発売。日本では日本時間の8時に発売が開始された。
次世代のiPhone 7が発売されてから、値下げとともに32GBモデル、128GBモデルの2種類に刷新された。16GBモデル、64GBモデルの販売は終了した。
2021年6月7日にWWDC21より発表されたiOS 15において、iPhone 6s・iPhone 6s Plusもサポート対象となった。これにより歴代最長のサポート期間7年を記録し、「6sは極めて優秀な機種だ」「これからも使い続けられる」などユーザーから反響を呼んだ。
この7年という記録は、翌年2016年発売のiPhone 7シリーズやiPhone SE (第1世代)、2017年発売のiPhone 8シリーズとiPhone Xが6年で終了となったため、記録はまだ破られていない。
それから１年後の2022年6月7日にWWDC22より発表されたiOS 16では、iPhone 6s / iPhone SE (第1世代) / iPhone 7 / iPhone 7 Plus / iPod touch (第7世代)と共にサポート対象外となった。

## 特徴
SoCにはApple A9を採用、iPhone 6 Plusに引き続き64bitアーキテクチャとなっており、前世代に比べてパフォーマンスはCPUが70%、GPUが90%向上したとしている。採用されたモーションコプロセッサーのM9はSoCに組み込まれており、バッテリー駆動時間が向上したほか、各種センサーの常時起動性能の向上も計られ、Siriが常時起動状態となりいつでも「Hey Siri」と呼びかけることでSiriを呼び出すことが可能となった。指紋認証システムのTouch IDも第2世代となり、指紋認証が従来よりも高速化している。
外見上はiPhone 6 Plusとほぼ同じであるが、ケースにApple Watch Sportでも使用されたアルミニウム7000シリーズが採用され、強度は前世代比較で2倍以上と言われている。その反面、厚さが0.2mm、重量が20g増加している。フロントガラスはイオン強化ガラスを採用。またカラーバリエーションは従来のシルバー、ゴールド、スペースグレイと、新たにローズゴールドが加わった4色となる。
ディスプレイは新たに「3D Touch」という新たな操作が追加されている。これはディスプレイの裏面に圧力センサーを内蔵し、押し込む動作を感知できるようになった。またApple Watchでも用いられている「Taptic Engine」を内蔵することで、押し込んだ動作を感知すると振動として押した感触を伝えることができるようになっている。これによりメールでは一覧で軽く押し込む事でプレビュー表示をし、さらに深く押し込むと全体表示ができる、メールなどに書かれているURLを軽く押し込むとそのWebサイトのプレビューができる、同様に住所を軽く押し込むとその場所の地図のプレビューが表示される、写真撮影中にサムネイル画像を軽く押し込むと撮った写真のプレビューを表示する、などの操作ができるようになったほか、ホーム画面でのアイコンを押し込む事で頻繁に使われる操作がクイックメニューとして表示される「クイックアクション」や、画面左端を押し込みながらスライドするとアプリスイッチャーが表示される、メモアプリなどで手書きを行った場合感圧機能によって太さが変えられるなどの機能も使えるようになる。
メインカメラのiSightは画素数が12メガピクセル（1,200万画素）に増強され、画素間で光が混入しないような仕組みが施されている。動画撮影時には4K（3,840×2,160ドット）30fpsの動画が撮影可能となった。また写真撮影時に短い動画を同時記録する「Live Photos」を搭載、これによる動画は写真アプリ上で3D Touchの押し込み操作を行うことで表示ができるほか、ロック画面の待ち受け用にも使うことができる。iPhone 6 Plus同様に光学式手ぶれ補正機能を搭載、前機種では写真での手ぶれ補正ができたが、この機種ではさらに動画でも手ぶれ補正が可能となった。
フロントカメラのFaceTime HDカメラも画素数が500万画素に増強されたほか、自撮り撮影時にディスプレイを真っ白に明るく光らせる「Retina Flash」機能が追加されている。

### 通信システム
モバイル通信ではLTEの周波数帯が最大23バンドに対応し、CDMAの対応可否で2モデルが用意されている。また、LTE-Advanced（UE Category6）に対応したことで、下りが最大300Mbpsにまで高速化したほか、VoLTEによる通話にも対応している。
日本国内でのLTEによる通信は各キャリアで以下の通りとなる。
- NTTドコモ：PREMIUM 4Gの高速通信に対応、東名阪地域では2GHz帯と1.7GHz帯のキャリアアグリゲーションで最大262.5Mbps、それ以外の地域では800MHz帯と2GHz帯のキャリアアグリゲーションで最大187.5Mbpsの通信が可能となる[4]。
- au：au 4G LTE、WiMAX2+いずれもキャリアアグリゲーションに対応し、それぞれ最大で225Mbpsと220Mbpsの通信が可能となる[5]。
- Softbank：SoftBank 4G LTE、SoftBank 4Gいずれもキャリアアグリゲーションに対応し、それぞれ最大で187.5Mbpsと165Mbpsの通信が可能となる。

なお、3GのCDMAについては対応周波数帯が4バンドに増えたものの、これまで対応していたEV-DO Rev.B（MC-Rev.A）が未対応になったため、これを使っていたauのWIN HIGH SPEEDが使用できなくなる。
Wi-FiはIEEE 802.11a/b/g/n/acで、新たにMIMOに対応したことから11acで最大866Mbpsでの通信が可能となった。またBluetoothも4.2に対応している。

### 急速充電の仕様
iPhone 6同様に、iPhone 6s Plusを急速充電するにはApple 10W USB電源アダプタもしくは、Apple 12W USB電源アダプタを使用する必要がある。急速充電を行うと30分で50%まで充電できる。MacのUSBポートでも最大2.1Aで急速充電が出来る。
また、Apple 20W USB-C電源アダプタも対応している。

## iPhone 6sやiPhone 6s Plusの電源が入らない問題に対する修理プログラム
2018年10月から2019年8月までの間に製造された、特定のシリアル番号のものが電源が入らなくなる可能性がある
適用対象の場合、販売日から2年間無償修理が実施される。
iPhone 6sやiPhone 6s Plusの電源が入らない問題に対する修理プログラム

## 備考
- 日本国内のSIMロック解除義務化に伴い、このモデルより日本国内でも各キャリアのWebサイトやショップ店頭などでSIMロックの解除が可能となる。NTTドコモは前回のSIMロック解除から半年経過していれば購入直後でもロックが解除可能、auとソフトバンクは購入してから180日経過していれば解除が可能となる[6][7]。
- 毎年iPhoneの発売日になるとApple Store店頭では行列が見られたが、前年のiPhone 6/6 Plus発売では中国人などが転売目的で大挙押し寄せたため、トラブルが発生した。iPhone 6s/6s Plus発売に当たってはこのようなトラブルを防ぐため、中国での発売日をアメリカや日本と同日にしたほか、予約を徹底化させ、発売日の予約無しでの販売も無しにし、予約の受け取りも時間を区切った形にしているなど、対策を講じている。この為、例年見られた行列も今回は前日までには見られない状態となっている[8]。